# Regione di Ali Sabieh
Ali Sabieh (nota anche come ʿAli Sabīh̨, oppure Ali Sabih) è una delle sei regioni dello stato di Gibuti. Confina a nord con la regione di Arta, a ovest con la regione di Dikhil, a sud con l'Etiopia e ad est con la Somalia con 102 618 abitanti al 2019.
Prima dell'istituzione della regione di Arta, nel 2003, la regione di Ali Sabieh confinava anche con la regione di Gibuti.
Il capoluogo della regione è la città omonima.

## Principali municipalità
Le principali municipalità della regione sono:
| Città          | Popolazione |
| -------------- | ----------- |
| Ali Sabieh     | 55.000      |
| Holhol         | 3.519       |
| Ali Adde       | 3.123       |
| Goubetto       | 1.400       |
| Dasbiyo        | 700         |
| Guelile        | 567         |
| Assamo         | 500         |
| Guisti         | 500         |
| Dânan          | 301         |
| Anaba          | 210         |
| Doudoub Bolole | 200         |